# 採石場猶太會堂

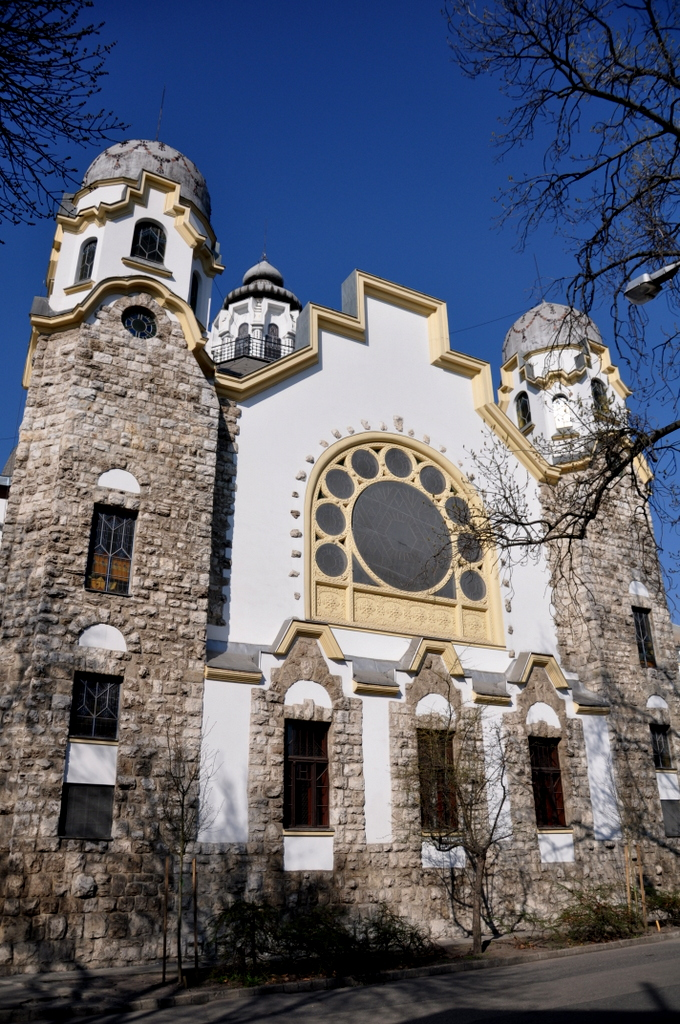

眾人會堂（The Temple of Everybody），舊名採石場猶太會堂（Kőbánya Synagogue）是匈牙利首都布達佩斯的一座建築，位於採石場。1964年之前，這座建築曾作為猶太會堂使用。